# Étape réactionnelle
Pour les articles homonymes, voir Étape.
L'étape réactionnelle d'une réaction chimique est définie comme : « Une réaction élémentaire, constituant l'une des étapes d'une réaction par étapes, dans laquelle un intermédiaire réactionnel (ou, pour la première étape, les réactifs) est converti en l'intermédiaire réactionnel suivant (ou, pour la dernière étape, en produits de réaction) dans la séquence d'intermédiaires entre les réactifs et les produits. »
Le mécanisme réactionnel d'une réaction donnée est la suite des étapes impliquées dans la réaction. Pour différentes réactions, les suites varient beaucoup dans leur complexité. Une réaction élémentaire s'agit d'une seule étape. D'autres exemples cités dans l'article sur mécanisme réactionnel ont jusqu'à cinq étapes consécutives. Aussi il y a des mécanismes plus compliqués tel qu'une réaction chimique en chaîne, qui inclut un cycle répété d'étapes dites de propagation.